# Lasioglossum noctivaga
Lasioglossum noctivaga is een vliesvleugelig insect uit de familie Halictidae. De wetenschappelijke naam van de soort is voor het eerst geldig gepubliceerd in 1962 door Linsley & MacSwain.